# Сетаяха
Сетаяха (устар. Сета-Яга) — река в России, протекает по Ханты-Мансийскому АО. Устье реки находится в 45 км по левому берегу реки Лямин 3-й. Длина реки составляет 67 км, площадь водосборного бассейна 450 км².

## Данные водного реестра
По данным государственного водного реестра России относится к Верхнеобскому бассейновому округу, водохозяйственный участок реки — Обь от города Нефтеюганск до впадения реки Иртыш, речной подбассейн реки — Обь ниже Ваха до впадения Иртыша. Речной бассейн реки — (Верхняя) Обь до впадения Иртыша.
Код объекта в государственном водном реестре — 13011100212115200046683.